# Princess of Thieves
Princess of Thieves (conocida como La princesa de Sherwood en España y La hija de Robin Hood en Hispanoamérica) es una película inglesa
```
para televisión de 
2001
, dirigida por 
Peter Hewitt
, cuyo reparto incluye a 
Keira Knightley
, 
Stephen Moyer
, y 
Malcolm McDowell
.
```

## Sinopsis
Narra las aventuras de la hija del mítico Robin Hood (Stuart Wilson), Gwyn (Keira Knightley), que asume el rol de su padre en los bosques de Sherwood cuando éste es capturado por el príncipe Juan (Jonathan Hyde). El rey Ricardo Corazón de León ha muerto, y su hijo Philip (Stephen Moyer) es el legítimo heredero al trono, pero se encuentra en Francia y teme demasiado a Juan como para enfrentarse a él, por ello engaña a Gwyn haciéndole creer que es el acompañante del príncipe. Gwyn decide ir a buscar al legítimo heredero sin saber que ya lo ha encontrado, al mismo tiempo que se va enamorando de él. Phillip tendrá que escoger entre el amor a su país que Gwyn le ha provocado, o el amor hacia la propia Gwyn.

## Trivia
- Knightley tuvo que aprender tiro con arco para esta película, habilidad que le vendría bien años después al participar en El rey Arturo, donde interpretaba a otra gran arquera.
- El personaje de Little John es el único personaje importante de Robin Hood que no aparece en la película.
- Phillip fue una persona real, pero fue un hijo ilegítimo de Richard I. NO pudo reclamar el trono, y después de su muerte, Richard dejó instrucciones para que John heredase el trono a pesar de que su sobrino, Arthur I, Duke of Brittany, fuese una mejor opción.
- Richard I reinó solo por 10 años (6 de julio de 1189 al 6 de abril de 1199). Dadas las edades de los personajes, sería imposible para la historia de Robin Hood abarcar dos generaciones con Richard como rey. La trama de Princess of Thieves tendría que tener lugar durante el reinado del príncipe John.

## Personajes
- Keira Knightley - Gwyn, la hija de Robin Hood y Lady Marian.
- Stephen Moyer - Príncipe Philip, hijo ilegítimo de Ricardo Corazón de León.
- Stuart Wilson - Robin de Locksely, a.k.a. Robin Hood
- Del Synnott - Froderick, un joven amigo de Gwyn, que ha crecido con ella; estudia para ser cura.
- Malcolm McDowell - Sheriff de Nottingham, enemigo mortal de Robin Hood.
- Jonathan Hyde - Príncipe John, hermano pequeño de Ricardo Corazón de León; intenta hacerse con el trono.
- Crispin Letts - Will Scarlett, compañero y amigo leal de Robin Hood.

### Créditos
- Director - Peter Hewitt
- Productores ejecutivos - Susan B. Landau, Robert Rovner, Jon Cowan, Antony Root
- Dirección artística - Cristian Niculescu
- Compositor (Banda sonora) - Rupert Gregson Williams
- Editor - Sue Wyatt
- Productor - Bill Leather
- Diseño de producción - Chris Roope
- Guion - Robin Lerner